# Фердінандо Гандольфі
Фердінандо Гандольфі (італ. Ferdinando Gandolfi, 5 січня 1967) — італійський ватерполіст.
Олімпійський чемпіон 1992 року.
Чемпіон світу з водних видів спорту 1994 року.